# Nässjö distrikt
Nässjö distrikt är ett distrikt i Nässjö kommun och Jönköpings län. 
Distriktet ligger i och omkring Nässjö. 

## Tidigare administrativ tillhörighet
Distriktet inrättades 2016 och utgörs av området som till 1971 utgjorde Nässjö stad vari Nässjö socken uppgick 1948.
Området motsvarar den omfattning Nässjö församling hade vid årsskiftet 1999/2000.